# Truganini
Truganini (Ilha Bruny, cerca de 1812 — Hobart, 8 de maio de 1876) foi uma aborígene da Tasmânia, a última aborígene pura, e também a última falante de uma língua aborígene da Tasmânia, nos três últimos anos da sua vida. Existem diversas versões do seu nome, incluindo: Truganini, Trugernanna, Trugannini, Trucanini e Lalla Rooke.

## Biografia
Nasceu por volta de 1812 na ilha Bruny, filha de Mangerner, chefe dos habitantes da ilha e casou com Woorrady. Antes de cumprir 18 anos, a sua mãe foi assassinada pelos caçadores de baleias, o seu primeiro noivo morreu quando tentava salvá-la de ser raptada, e as suas duas irmãs foram raptadas e vendidas como escravas, e mais tarde enforcadas[carece de fontes?]. O seu marido morreria quando ela tinha entre 20 e 30 anos.
Quando o Governador George Arthur chegou à Terra de Van Diemen em 1824, definiu duas estratégias para acabar com o conflito entre colonos e aborígenes. Por um lado, premiou a captura de aborígenes, tanto adultos como crianças, e por outro lado tentou estabelecer contactos com os aborígenes a fim de convencê-los a adaptarem-se à vida em acampamentos concebidos para eles.
A campanha começou na ilha Bruny onde tinha havido menos hostilidades que em outras partes da Tasmânia. Em 1830 George Augustus Robinson, um missionário cristão, convenceu o chefe Mangerner a transladar o seu povo para a ilha de Flinders em troca de alimentos, roupa, alojamento e prometendo que se respeitariam os seus costumes. Truganini e Woorrady foram trasladados juntamente com outros cem aborígenes, os últimos sobreviventes de entre os indígenas da Tasmânia. Robinson esperava que o isolamento os salvasse, mas muitos do grupo morreram. Em 1838, Robinson foi nomeado Protector dos Aborígenes e foi encarregado de criar uma povoação para aborígenes na baía de Port Phillip, frente a Melbourne. Levou Truganini para que o ajudasse a convencer os aborígenes, mas ela uniu-se a uma revolta e fugiu com um grupo de pessoas que conseguiram escapar. Viveram uns dois anos em Melbourne e arredores, mas ao encontrar-se fora-da-lei acabaram para sobreviver, roubando colonos da região de Dandenong. Dirigiram-se então para o cabo Paterson onde membros do grupo assassinaram dois caçadores de baleias e dispararam e feriram alguns colonos. Seguiu-se uma longa perseguição e capturaram os responsáveis dos assassinatos, que foram julgados e enforcados em Melbourne. Sabe-se que Truganini ficou ferida com uma bala na cabeça antes de ser também julgada com os restantes membros do grupo e enviada de novo para a ilha de Flinders. Em 1856 os últimos sobreviventes, incluindo Truganini, foram trasladados para a baía de Oyster, a sul de Hobart.

### Morte
Em 1873, sendo Truganini a única sobrevivente, mudou-se para Hobart, onde morreu três anos mais tarde após solicitar que as suas cinzas fossem espalhadas no canal D'Entrecasteaux. Porém, foi enterrada no cemitério de uma prisão feminina, a Female Factory de Cascades, subúrbio de Hobart. Dois anos depois foi desenterrada pela Royal Society of Tasmania e exposta no museu. Só em abril de 1976, no centenário da sua morte, os seus restos foram cremados e espalhados de acordo com a sua vontade.
Em 1997 o Royal Albert Memorial Museum, de Exeter, devolveu o colar e a bracelete de Truganini à Tasmânia. Amostras da sua pele e do seu cabelo foram encontradas no Royal College of Surgeons de Inglaterra, e devolvidas à Tasmânia em 2002.

## Na cultura popular
"Truganini" é o nome de uma canção da banda australiana de rock Midnight Oil, presente no álbum Earth and Sun and Moon, lançado em 1993. A canção fala em parte de Truganini, mas também do que a banda via como os problemas sociais e ambientais da Austrália, incluindo o da monarquia.